# Sojuz MS-24
Sojuz MS-24 (ryska: Союз МС-24) var en flygning i det ryska rymdprogrammet, till Internationella rymdstationen (ISS). Farkosten sköts upp med en Sojuz-2.1a-raket, från kosmodromen i Bajkonur, den 15 september 2023.
Några timmar efter uppskjutningen dockade farkosten med rymdstationen.
Flygningen transporterade Oleg Kononenko, Nikolaj Tjub och Loral O'Hara till rymdstationen.
Den 6 april 2024 lämnade farkosten rymdstationen. Med Oleg Novitskij, Marina Vasilevskaja och Loral O'Hara. Några timmar senare återinträdde den i jordens atmosfär och landade i Kazakstan.

## Besättning
|                | Uppskjutning                              | Landning                                   |
| -------------- | ----------------------------------------- | ------------------------------------------ |
| Befälhavare    | Oleg Kononenko, RSA Hans femte rymdfärd   | Oleg Novitskij, RSA Hans fjärde rymdfärd   |
| Flygingenjör 1 | Nikolaj Tjub, RSA Hans första rymdfärd    | Marina Vasilevskaja Hennes första rymdfärd |
| Flygingenjör 2 | Loral O'Hara, NASA Hennes första rymdfärd | Loral O'Hara, NASA Hennes första rymdfärd  |

## Reservbesättning
| Befälhavare    | Aleksej Ovtjinin, RSA   |
| Flygingenjör 1 |                         |
| Flygingenjör 2 | Tracy E. Caldwell, NASA |